# Craig Tucker
Craig Tucker es un Personaje ficticio de la Serie animada estadounidense South Park. La voz de Craig Tucker en el doblaje original esta hecha por Matt Stone. Craig es un compañero de Cuarto Grado de los personajes principales, debutó en el episodio Mr. Hankey, the Christmas Poo cantando "Feliz Navidad" con el resto de la clase de tercer grado.

## Apariencia
Craig suele llevar un sombrero chullo azul, y Pantalones negros. En algunas escenas, como durante una revisión de piojos en Ataque de piojos, Craig aparece sin sombrero, Donde se puede observar que su cabello es negro. También se le ve como un Metrosexual  estereotipado en el episodio  "¡South Park es Gay!" y como un Ninja en Buenos Momentos Con Armas.

## Biografía
Al principio de South Park, se decía que Craig era el estudiante más violento y fuerte de tercer grado (excluyendo a Cartman) Cartman afirmó una vez que Craig "era el mayor alborotador de la clase". y los padres de sus compañeros han calificado a Craig como "una mala influencia". Craig ha demostrado tener un gran talento para el Sumo en episodios como Tweek vs. Craig, Craig creo programas de televisión como "Animales de cerca con un gran lente angular". es un Chiste recurrente que en las primeras temporadas, que en las tomas de la oficina del Sr. Mackey mostraban a Craig afuera, pero nunca se veían sus actividades. También en las primeras temporadas, Craig tenía la costumbre de mostrar el Dedo del medio a la gente.

### "La pandilla de Craig"
A pesar de que Craig tiene empatía por los personajes principales, en particular por Cartman, A menudo Craig se une a los múltiples planes de Cartman, llegando a ser su mano derecha. Según los creadores de South Park, el mejor amigo de Craig es Tolkien Black. También es amigo íntimo de Clyde Donovan y Jimmy Vulmer, miembros de la pandilla de Craig conocida como "la pandilla de Craig":
Los miembros de La pandilla de Craig son:
1. Craig Tucker
2. Tolkien Black
3. Clyde Donovan
4. Jimmy Vulmer
5. Tweak Tweek
6. Jason White
7. Butters

### Homosexualidad y relación con Tweek Tweak
En el episodio Tweek y Craig estudiantes de origen asiático comenzaron a dibujar imágenes "Yaoi" de Craig y Tweek, representándolos como amantes (un reconocimiento a una tendencia popular entre los fans de South Park de crear Fanarts que los representan como pareja, varios ejemplos de los cuales se muestran en el episodio). Inmediatamente, ambos intentan repudiar los rumores sobre ellos que esto generó. Finalmente, deciden organizar una ruptura pública para acabar con los rumores. Aunque Tweek teme no poder hacerlo de forma creíble, Craig lo anima diciéndole que sí puede. Sin embargo, Tweek se excede al afirmar que Craig es un infiel manipulador, lo que arruina su reputación en las chicas. Tweek revela posteriormente que el apoyo que le dio Craig le dio la confianza para creer en sí mismo. Tras las conversación de los padres y hijos sobre cómo "no se puede luchar contra la homosexualidad", los dos chicos han estado en una relación. En episodios posteriores como Bájalo y Tomate explosivo se muestra que se han convertido en una pareja sincera.

## Familia
En el episodio Perudemia 2 El Susto aparece la abuela de Craig en flashbacks.

## Recepción
En una lista de los mejores 25 personajes de South Park, Looper lo colocó en el puesto número 13. CBR señaló que "Craig se ha convertido gradualmente en un personaje secundario para los chicos» y lo colocó en el puesto número 5 de «10 personajes que se volvieron mucho más populares desde el principio". WhatCulture clasificó a Craig en el número 2 en su lista de "Los 10 personajes más subestimados de South Park".